# Eleccions parlamentàries finlandeses de 1909
Les eleccions parlamentàries finlandeses del 1909 es van celebrar el dia 1 de maig de 1909. Els socialdemòcrates del Partit Socialdemòcrata de Finlàndia van ser el partit més votat. Era un parlament unicameral.
Un bon any després les eleccions de 1908, el tsar rus Nicolau II havia tornat a dissoldre el parlament i va ordenar noves eleccions perquè el president del parlament, Pehr Evind Svinhufvud, havia blasmat les mesures il·legals del govern rus contra Finlàndia en el discurs d'obertura del parlement.

## Resultats
|                     |                                |           |        |          |     |  |
| Partit              | Partit                         | Vots      | %      | Escons   | +/– |  |
|                     | Partit Socialdemòcrata         | 337,685   | 39.89  | 84 / 200 | 1   |  |
|                     | Partit Finlandès               | 199,920   | 23.62  | 48 / 200 | 7   |  |
|                     | Partit Jove Finlandès          | 122,770   | 14.50  | 29 / 200 | 3   |  |
|                     | Partit Popular Suec            | 104,191   | 12.31  | 25 / 200 | 1   |  |
|                     | Lliga Agrària                  | 56,943    | 6.73   | 13 / 200 | 3   |  |
|                     | Unió de Treballadors Cristians | 23,259    | 2.75   | 1 / 200  | 1   |  |
|                     | Altres                         | 1,703     | 0.20   | 0 / 200  | =   |  |
| Total               | Total                          | 846,471   | 100    | 200      | =   |  |
|                     |                                |           |        |          |     |  |
| Vots vàlids         | Vots vàlids                    | 846,471   | 99.27  |          |     |  |
| Invàlids / en blanc | Invàlids / en blanc            | 6,212     | 0.73   |          |     |  |
| Vots totals         | Vots totals                    | 852,683   | 100.00 |          |     |  |
| Votants Registrats  | Votants Registrats             | 1,305,305 | 65.32  |          |     |  |
| Font: Mackie & Rose |                                |           |        |          |     |  |